# Violet (Grungeband)
Violet ist eine deutsche Grunge- und Punk-Band aus Kempen.

## Geschichte
Anfangs spielten sie noch unter dem Namen „Santa Claus Testicles“ und hatten unter diesem Namen ihren ersten Auftritt. Seit Herbst 2003 heißt die Band Violet. Die ersten Erfahrungen machte Violet in zahlreichen Jugendclubs der Umgebung und spielten in Clubs in Nordrhein-Westfalen und in den Niederlanden. Die erste CD, ein Demo namens Backstage Studio Demo Sessions bestehend aus 4 Songs, spielte die Band Anfang 2004 in den Oedter Backstage Studios innerhalb von 5 Stunden für 125 Euro ein. Trotz einiger Mängel, schlechter Tonqualität und Abmischungen und einem deutlich zu hörenden Metronom im Hintergrund eines Songs, bekam die CD bereits positive Resonanzen.
Die zweite CD, die 5-Track-EP namens Suicide of a Fish, wurde dann Ende 2004 mit viel Aufwand und Zeit unter Regie von Rob Orlemans in seinem RoDisc Studio in Tiel, NL aufgenommen und im März 2005 veröffentlicht. Im November 2005 wurde dann die 2. Auflage der CD veröffentlicht. Zudem waren Violet mit einer Neuaufnahme des Songs Caught Him, produziert im Dramedia Studio in Köln, auf dem Niederrhein-Sampler Vol.2 der KMI vertreten. Diese Version von Caught him fand ebenfalls  Medienaufmerksamkeit und wurde neben Internetradios auch im Oktober 2006 und im März 2008 auf 1 Live gespielt. Im August 2007 wurde der Song Pretty gross veröffentlicht, welcher im Spacelab Studio in Oedt (Grefrath) entstand und im März 2008 ebenfalls von 1 Live vorgestellt wurde. Ein halbes Jahr später wurden dann als Vorläufer für die kommende CD der Song Gimme samt produzierten Video veröffentlicht, welcher neben anderen Songs für das Album im Succelos Audio in Aachen entstanden.
Diese Versionen wurden im altbewährten Spacelab Studio neu eingespielt und gemischt. Unter anderem halfen Bandtrödelmärkte mit gespendetem Kitsch, die zusätzlichen Kosten für die Studioaufenthalte zu finanzieren. Das Ergebnis war dann nach vier Jahren die zweite CD, das erste Album, Reincarnation of a Fish, das im August 2011 herauskam.
Im November 2016 veröffentlichte die Band ihr zweites Studioalbum Antitude.

## Diskografie
- 2004: Backstage Studio Demo Sessions
- 2005: Suicide of a Fish
- 2006: Niederrhein-Sampler Vol.II (fbi-music/KMI)
- 2011: Reincarnation of a Fish (office4music)
- 2016: Antitude (Tunecore)